# 사람기행 만인보
사람기행 만인보는 2014년 4월 7일부터 동년 12월 27일까지 매주 월요일 밤 10시 55분에 대전 KBS 1TV로 방송되었던 다큐멘터리 텔레비전 프로그램이다.

## 기획 의도
지역 사람들의 삶의 이야기를 그린 다큐멘터리 텔레비전 프로그램이다.

## 방송 시간
| 방송 채널    | 방송 기간                         | 방송 시간                           |
| ------------ | --------------------------------- | ----------------------------------- |
| 대전 KBS 1TV | 2014년 4월 7일 ~ 2014년 12월 27일 | 매주 월요일 밤 10:55 ~ 11:30 (35분) |